# .gov
.gov (от англ. government — правительство) — общий домен верхнего уровня для правительственных организаций США. Спонсирующая организация — Агентство по кибербезопасности и защите инфраструктуры. URL для регистрационных сервисов: https://get.gov/. WHOIS Server: whois.dotgov.gov.
Также домен «gov» используется в других странах для обозначения сайтов государственных организаций — налоговая, полиция, пенсионный фонд. В этом случае домен «gov» уже второго уровня.